# Janko Janežič
Janko Janežič, slovenski narodni delavec na avstrijskem Koroškem, * 21. junij 1914, Leše (nem. Lessach), † 5. februar 1992, Celovec.

## Življenjepis
Janežič je končal meščansko šolo v Ljubljani. Po končani šoli je v tridesetih letih 20. stoletja deloval v prosveti in zadružništvu v šentakobski okolici na Koroškem. Po koncu druge svetovne vojne je sodeloval pri obnavljanju slovenskih organizacij. Med drugim je bit tudi soustanovitelj Narodnega sveta koroških Slovencev, od leta 1949 do 1961/62 tudi njegov podpredsednik ter 1954-59 odgovorni urednik glasila Naš tednik. V letih 1956 do 1961 je koroške slovenske kmete zastopal v deželni kmetijski zbornici. V domači občini je bil dolgoletni predsednik slovenske posojilnice ter od 1950 do 1973 občinski odbornik in 6 let šentjakobski podžupan. 